# Кітов Микола Григорович
Кітов Микола Григорович — доктор філософських наук, професор, завідувач кафедри філософії Національного університету харчових технологій.

## Біографія
Кітов Микола Григорович народився в селянській сім'ї 15 вересня 1944 року в селі Миколаївка Роменського району Сумської області. 1961 року закінчив Миколаївську середню школу. У 1962—1964 роках працював вчителем школи-інтернату в Кустанайській області Казахської РСР. 1974 року закінчив Київський державний університет. Із 1978 року працював у Київському державному інституті харчової промисловості (нині Національний університет харчових технологій). 1982 року захистив дисертацію на звання кандидата філософських наук. Кітов М. Г. — доктор філософських наук, професор, завідувач кафедри філософії Національного університету харчових технологій.

## Досягнення
- 2010 рік — отримав науковий ступінь «доктор філософських наук».

## Наукові праці
- Руська національна філософія в контексті української історії та культури : монографія. - К.: ПАРАПАН, 2008. - 422 с. - ISBN 978-966-8210-59-4.
- Філософія як духовний чинник конституювання російської національної самоідентичності : дис. ... д-ра філос. наук : 09.00.03. - К.: НАПН України, Ін-т вищ. освіти, 2010. - 457 арк.
- «Філософія як особлива форма суспільної свідомості» (текст лекції з дисципліни «Філософія» для студентів усіх спеціальностей денної і заочної форм навчання та аспірантури). - К.: НУХТ, 2003.
- «Логіка: «Методичні вказівки до вивчення дисципліни для студентів I курсу «Економіка підприємства» спеціалізації «Економіка і право» денної та заочної форм навчання. - К.: НУХТ, 2003. - 31 с.
- «Українська національна філософія: витоки, етапи розвитку, специфіка» (текст лекції з дисципліни «Філософія» для студентів усіх спеціальностей ден. та заоч. форм навч. і аспірантури). — К.: НУХТ, 2003.
- «Українознавство у технічному вузі: методологія, методика, перспективи», Всеукраїнська науково-методична конференція (1994). - К.: УДУХТ, 1994.